# Eicochrysops rogersi
Eicochrysops rogersi is een vlinder uit de familie van de Lycaenidae. De wetenschappelijke naam van de soort is voor het eerst gepubliceerd in 1924 door George Thomas Bethune-Baker.

## Verspreiding
De soort komt voor in  Midden- en Zuid-Kenia en Noord-Tanzania.

## Habitat
Het habitat bestaat uit savanne. In Tanzania komt deze soort voor in rotsachtig terrein en bergbossen op een hoogte tussen 2000 en 2600 meter.